# 交人村
交人村（ましとむら）は、かつて岐阜県稲葉郡にあった村である。
『三代実録』に石凝姥命の後裔である六人部がこの地に住んだとあり、六人（むしと）が交人（ましと）になったことが地名の由来であるという。
現在の岐阜市交人に該当する。
当村発足時は方県郡の村であったが、郡の合併で稲葉郡の村となった。

## 歴史
- 1889年（明治22年）7月1日 - 町村制により方県郡交人村が発足。
- 1897年（明治30年）4月1日[2] - 厚見郡、各務郡、及び方県郡の一部が合併し、稲葉郡となる。当村は稲葉郡の村となる。
- 1897年（明治30年）4月1日 - 黒野村、下鵜飼村、御望村、今川村、折立村、洞村、古市場村と合併し、鵜飼村が発足。同日交人村は廃止。